# Форт Сан-Марсело
Фортеця Сан-Марсело (Forte de Nossa Senhora do Pópulo e São Marcelo), розташована в Сальвадорі в Баїї, Бразилія. Він розташований на невеликій ділянці землі біля узбережжя в Затоці всіх святих. Стоїть на невеликому рифі близько 300 м від узбережжя, це один з двох фортів, відокремлених водою від суші в Бразилії, інший - Форт Тамандаре да Ладже Тамандаре в Ріо-де-Жанейро. Єдиний циліндричний форт у Бразилії. Його дизайн схожий на Замок Святого Ангела в Італії та форту Форт Сау Лоренсу ду Бугіу (São Lourenço do Bugio) в Португалії. У народі він відомий як "Форте ду Мар" (Форт моря). Він був побудований для захисту важливого портового міста Сальвадор від нападу; місто мало найбільшу кількість фортів за колоніального періоду Бразилії.   

## Історія
Форт був спроектований і будівництво розпочалося в 1608 році. Перші документальні свідчення про форт містяться в плані міста Сальвадору під назвою Planta da Cidade do Salvador, на Baía de Todos os Santos, який датується 1616 роком. Форт був завершений у 1623 р. за часів правління генерал-губернатора Діогу де Мендонча Фуртаду і був головною ціллю голландців у 1624 р. під час голландсько-португальської війни. Він повністю побудований з дерева з 19 артилерійськими гарматами різного калібру. У 1650 році відбулася реконструкція форту. Добудована башточка у найвищій точці. Подальша реконструкція в 1728 р. додала стіну по периметру форту.       
Використовувався також як політична в'язниця.

### У популярній культурі
У 2008 році це місце фігурує у 13-ому сезоні американського серіалу The Amazing Race . 

## Доступ
Форт відкритий для публіки з 2006 року після тривалого періоду реставрації. В форті працює музей.  

## Галерея

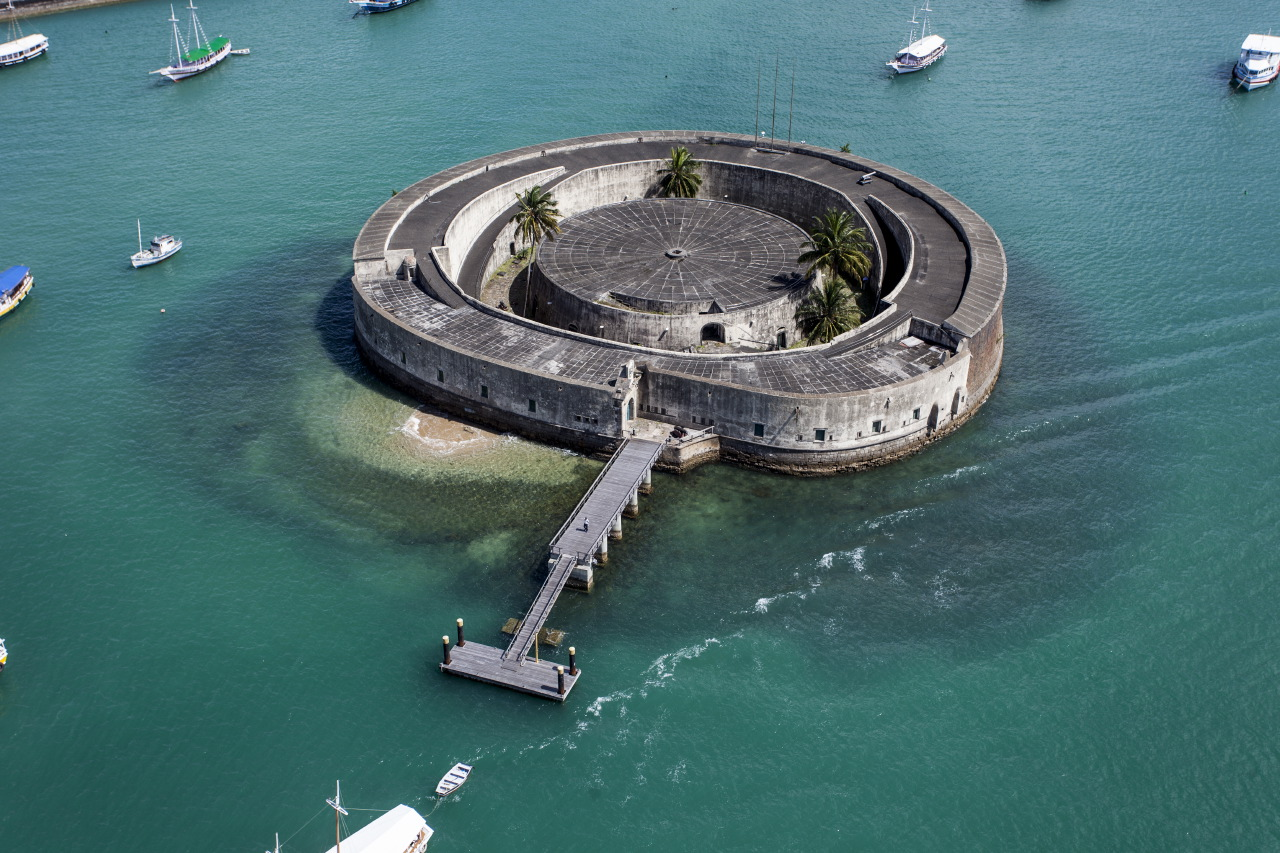
З пташиного польоту форту
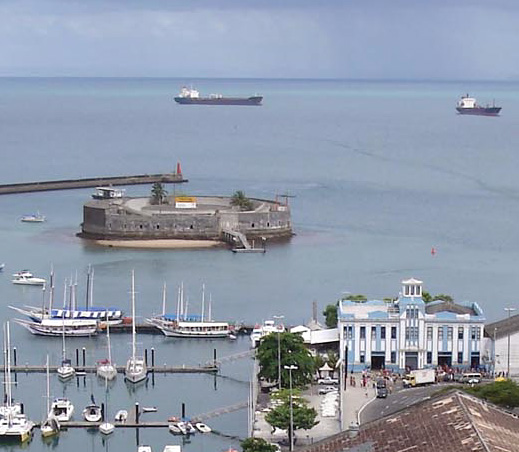
Форт
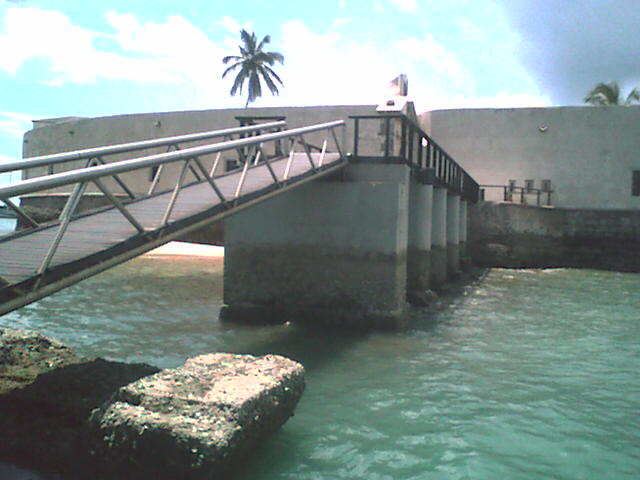
Вхід у Форт
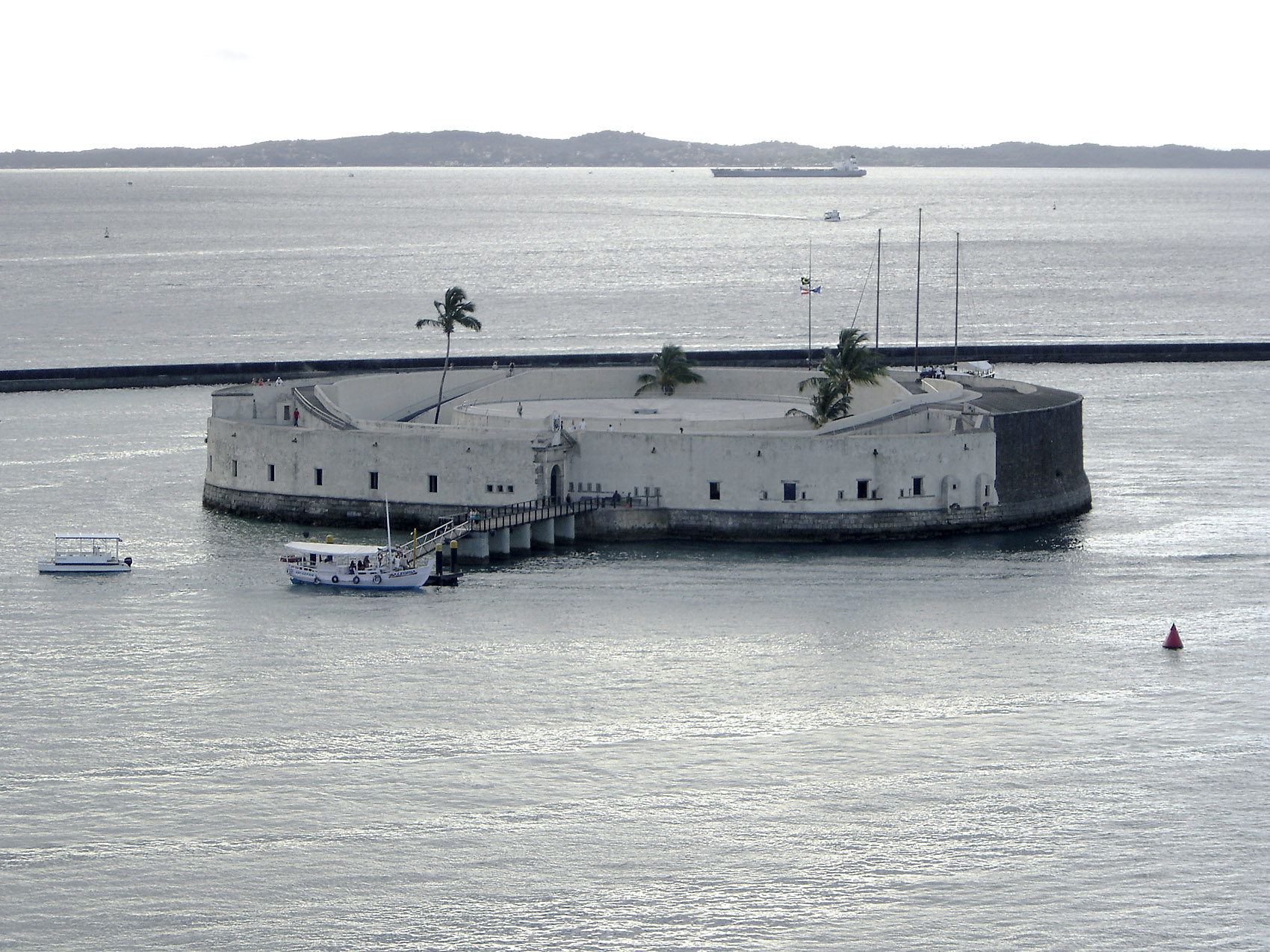
Форт, вигляд з моря
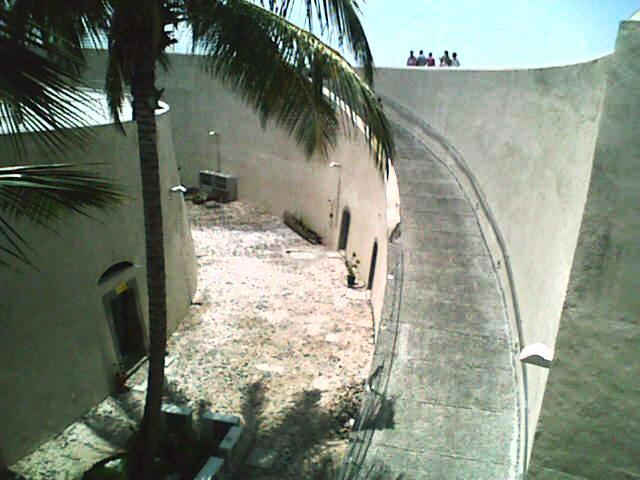
Всередині форту